# CFL-Baureihe 1030
Die Lokomotiven der CFL-Baureihe 1030 sind dieselhydraulische Kleinlokomotiven der Société Nationale des Chemins de Fer Luxembourgeois (CFL). Sie sind mit den CFL-Nummern 1031–1033 bezeichnet.

## Geschichte
Um ihre ältesten Kleinlokomotiven 1021, 1022 und 2001 zu ersetzen, holte die CFL Mitte 1980er bei verschiedenen Lokomotivherstellern Angebote ein. Die Jenbacher Werke in Österreich erhielten als günstigster Anbieter den Auftrag zum Bau dreier Dieselkleinlokomotiven mit 300 PS Leistung. Zwei Stück waren für den Bau- und Arbeitszugdienst und die dritte als Werklokomotive für die Werkstatt Petingen vorgesehen. Letztere, die 1031, sollte dafür mit Funkfernsteuerung und automatischen Rangierkupplungen ausgerüstet werden.
Sie wurden von den Jenbacher Werken unter den Fabriknummern 3.642.138, 3.642.139 und 3.642.140 im Jahr 1988 gebaut und entsprechen dem Werksmodell DH340B36.
2003 wurde die 1031 in Petingen überflüssig, da nun Zweiwegefahrzeuge eingesetzt werden. Wie die anderen beiden Lokomotiven wird sie nun für den Infrastrukturdienst der CFL vor Arbeits- und Bauzügen eingesetzt. Weil die automatischen Kupplungen und die Funkfernsteuerung dafür nicht benötigt wurden, wurden sie um das Jahr 2007 ausgebaut.

## Konstruktive Merkmale
Auf dem Lokrahmen befindet sich zwischen einem kurzen und einem langen Vorbau das geräumige Führerhaus mit zwei parallel angeordneten Führerständen. Das Laufwerk wird mit Gummischichtfedern und Stoßdämpfern gegenüber Rahmen und Kastenaufbau abgefedert.
Die Lokomotiven wiegen 36 Tonnen und haben eine Leistung von 260 kW mit einem Motor des Typs „MTU 8 V 183 TA 12“ von Daimler-Benz.
Dieser wirkt über ein Voith-Turbowendegetriebe „L 2r4 sV2“ und Gelenkwellen auf die Radsatzgetriebe.
Der Kühlerlüfter wird hydrostatisch angetrieben, Schraubenkompressor und Lichtmaschine dagegen über Keilriemen. Eine direkte und indirekte Druckluftbremse wirkt über Bremszylinder auf die Bremszangen der Scheibenbremsen. Als Haltebremse dienen Federspeicher.